# Sagaranella
Sagaranella is een geslacht van schimmels behorend tot de familie Lyophyllaceae. De typesoort is Sagaranella tylicolor.

## Soorten
Volgens Index Fungorum telt het geslacht vier soorten (peildatum december 2023):
| Soortnaam             | Auteur(s)                                               | Publicatiejaar |
| --------------------- | ------------------------------------------------------- | -------------- |
| Sagaranella erosa     | (Fr.) V. Hofst., Clémençon, Moncalvo & Redhead          | 2015           |
| Sagaranella gibberosa | (Jul. Schäff.) V. Hofst., Clémençon, Moncalvo & Redhead | 2015           |
| Sagaranella tesquorum | (Fr.) V. Hofst., Clémençon, Moncalvo & Redhead          | 2015           |
| Sagaranella tylicolor | (Fr.) V. Hofst., Clémençon, Moncalvo & Redhead          | 2015           |